# UFC Live: Hardy vs. Lytle
UFC Live: Hardy vs. Lytle (también conocido como UFC on Versus 5) fue un evento de artes marciales mixtas celebrado por Ultimate Fighting Championship el 14 de agosto de 2011 en el Bradley Center, en  Wisconsin.

## Historia
Karlos Vemola estaba programado originalmente para hacer frente a Stephan Bonnar en este evento, pero Bonnar fue reemplazado por el debutante Ronny Markes después de sufrir una lesión en el entrenamiento.
Paul Taylor estaba programado para enfrentar a John Makdessi en este evento, pero Makdessi se vio obligado a salir de la pelea por una lesión y fue reemplazado por Donald Cerrone. A principios de julio, Taylor se había retirado de su pelea debido a una fractura pie y fue reemplazado por Charles Oliveira.
Tom Lawlor fue forzado a dejar su pelea con Kyle Noke debido a una lesión durante el entrenamiento, fue sustituido por Ed Herman.
Leonard Garcia se espera hacer frente a Alex Cáceres, pero fue forzado a salir de la pelea por una lesión y fue reemplazado por el recién llegado Jimy Hettes.
En el pesaje del evento, Chris Lytle le entregó una carta de agradecimiento a Dana White y le informó que él se retiraría después de esta pelea.

## Premios extra
Cada peleador recibió un bono de $65,000.
- Pelea de la Noche: Dan Hardy vs. Chris Lytle
- KO de la Noche: Donald Cerrone
- Sumisión de la Noche: Chris Lytle